# Science-Fiction Plus

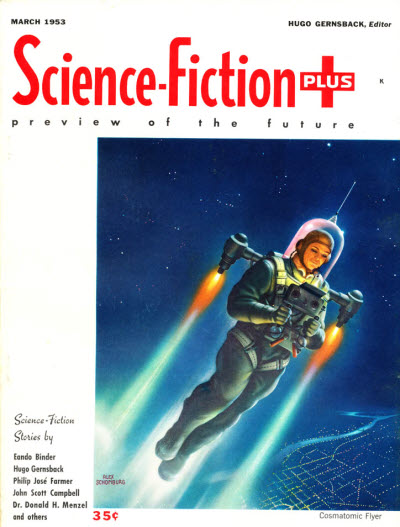
Copertina del primo numero di Science-Fiction Plus. Illustrazione di Alex Schomburg

Science-Fiction Plus è stata una rivista di fantascienza statunitense pubblicata da Hugo Gernsback per sette numeri nel 1953.
Nel 1926 Gernsback aveva lanciato Amazing Stories, la prima rivista di fantascienza, ma non si era più interessato del genere dal 1936, quando aveva venduto Wonder Stories. Science-Fiction Plus era inizialmente in formato slick, ovvero di grandi dimensioni e stampato su carta lucida. Gernsback aveva sempre creduto nel potere educativo della fantascienza e continuò a sostenere le sue opinioni negli editoriali della nuova rivista. Il caporedattore, Sam Moskowitz, era stato un lettore delle prime riviste pulp e pubblicò numerosi scrittori che erano stati popolari prima della seconda guerra mondiale, come Raymond Z. Gallun, Eando Binder e Harry Bates. In combinazione con i più seri editoriali di Gernsback, ciò diede alla rivista un'atmosfera retrò e anacronistica.
Le vendite, inizialmente buone, presto diminuirono. Per gli ultimi due numeri Gernsback cambio la carta della rivista in una più economica, ma la rivista rimase non redditizia. Il numero finale è datato dicembre 1953.
Oltre agli scrittori più vecchi che pubblicava, Moskowitz fu in grado di ottenere storie da alcuni degli autori più noti del momento, tra cui Clifford D. Simak, Murray Leinster, Robert Bloch e Philip José Farmer; alcuni dei loro racconti ebbero una buona accoglienza, tra cui Spacebred Generations, da Simak, Strange Compulsion, da Farmer, e Nightmare Planet, da Leinster. Pubblicò inoltre parecchi nuovi scrittori, ma solo una di questi, Anne McCaffrey, ebbe una carriera di successo nel settore. Gli storici di fantascienza considerano la rivista un tentativo fallito di riprodurre i primi tempi dei pulp di fantascienza.

## Storia editoriale

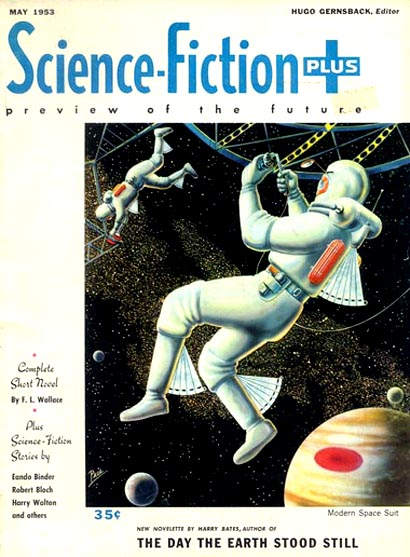
Copertina del numero 3 (maggio 1953)

La prima rivista di fantascienza, Amazing Stories, fu lanciata nel 1926 da Hugo Gernsback al culmine dell'epoca delle riviste pulp. Essa contribuì a definire la fantascienza come un genere a parte dal punto di vista commerciale; sebbene Gernsback avesse perso il controllo di Amazing Stories a seguito di un fallimento nel 1929, egli diede rapidamente avvio a varie altre riviste di fantascienza, tra cui Air Wonder Stories e Science Wonder Stories. Le due riviste furono presto combinate in una, Wonder Stories, che continuò le sue pubblicazioni fino al 1936, quando Gernsback la vendette a Ned Pines delle riviste Beacon. Gernsback rimase nel settore editoriale come proprietario di diverse riviste redditizie, ma non tornò nel campo fantascientifico per quasi diciassette anni, quando apparve Science-Fiction Plus.
Gernsback assunse Sam Moskowitz per pubblicare la nuova rivista e produsse un numero di prova nel novembre 1952 che non fu mai distribuito o destinato alla vendita; venne stampato per ottenere il marchio commerciale e conteneva solo storie scritte dallo stesso Gernsback, firmate col suo nome e con diversi pseudonimi. Il primo numero prodotto per la vendita è datato marzo 1953. Era uno slick, nel senso che era in grande formato ed era stampato su carta di alta qualità; si trattava di un passo avanti rispetto alla carta economica usata nelle principali riviste di fantascienza fino ad allora; lo storico della fantascienza Mike Ashley nota che in teoria questo avrebbe dovuto dare a Gernsback un vantaggio commerciale. Anche il prezzo, 35 centesimi, era competitivo. Le vendite furono inizialmente buone e le uscite di Science-Fiction Plus continuarono a cadenza mensile fino a giugno, ma quando le vendite iniziarono a diminuire la rivista divenne bimestrale a partire dal numero di agosto. Gernsback distribuiva Science-Fiction Plus insieme alle sue riviste tecniche e se le vendite della nuova rivista fossero state paragonabili a quelle delle sue altre testate, sarebbe stata redditizia nonostante la carta lucida più costosa, ma le vendite non erano sufficienti per continuare. In ottobre Gernsback tagliò i costi passando a una carta più economica, ma apparve solo un altro numero, datato dicembre 1953.

## Contenuti e accoglienza

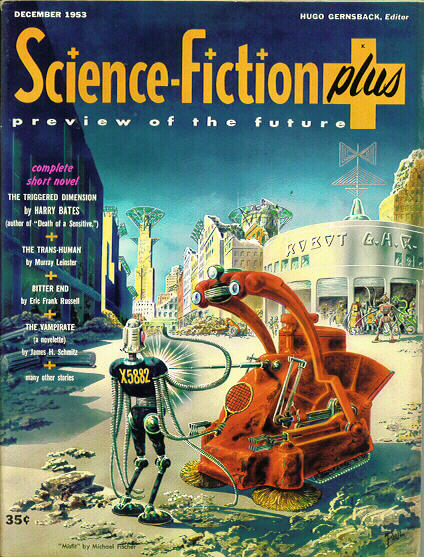
Copertina di Frank R. Paul per l'ultimo numero (dicembre 1953) di Science-Fiction Plus

Gernsback credeva fin dall'inizio del suo coinvolgimento nella fantascienza negli anni venti che le storie dovessero istruire, anche se non molto tempo dopo fu costretto a stampare storie fantastiche e non scientifiche in Amazing Stories per attirare i lettori. Dal 1936 al 1953, nel corso della lunga assenza di Gernsback dall'editoria fantascientifica, il settore si evolvette rispetto alla sua attenzione ai fatti e all'istruzione. L'inizio dell'età d'oro della fantascienza è generalmente considerato la fine degli anni trenta ed essa proseguì fino alla metà degli anni quaranta, portando con sé "un salto di qualità, forse il più grande nella storia del genere", secondo gli storici della fantascienza Peter Nicholls e Mike Ashley. Le opinioni di Gernsback erano tuttavia non erano mutate. Nel suo editoriale nel primo numero di Science-Fiction Plus, egli scrisse il suo punto di vista sul moderno racconto di fantascienza, stigmatizzando "il marchio delle fiabe, il tipo weird o fantastico di ciò che erroneamente si maschera sotto il nome di fantascienza oggi!" e dichiarando la sua preferenza per "fantascienza veramente scientifica e profetica con il pieno accento sulla SCIENZA". Nello stesso editoriale, Gernsback chiese la riforma dei brevetti per dare agli autori di fantascienza il diritto di creare brevetti per idee senza avere modelli di brevetto, dato che molte delle loro idee precedevano il progresso tecnico necessario per sviluppare specifiche per esse. L'introduzione faceva riferimento alle numerose tecnologie avveniristiche descritte nel suo racconto Ralph 124C 41+.
Anche il caporedattore, Sam Moskowitz, aveva una lunga carriera nel settore, avendo contribuito a organizzare la prima Convention mondiale sulla fantascienza nel 1939. Anch'egli aveva idee ben definite su ciò che costituiva una buona fantascienza, benché le sue opinioni non sempre coincidessero con quelle del suo editore: l'attenzione di Gernsback era incentrata sul potenziale educativo della fantascienza, mentre Moskowitz era un appassionato dei primi scrittori del genere, prima dell'epoca d'oro. Moskowitz era il responsabile della commissione dei racconti e riuscì ad acquisire opere da molti dei nomi più noti della fantascienza, tra cui Clifford D. Simak, Murray Leinster, Robert Bloch, James H. Schmitz e Philip José Farmer, ma anch'egli comprò molte storie da scrittori dai primi anni del genere, come Raymond Gallun, Eando Binder e Harry Bates. Il risultato fu una rivista che sia Ashley che il collega storico Donald Lawler descrivono come vecchio stile, nonostante il suo aspetto intelligente: nelle parole di Ashley, Science-Fiction Plus aveva "un senso di arcaismo", e aggiunge che "per essere una rivista "slick", non doveva solo sembrare slick, ma doveva sentirlo, ma nel caso di Science-Fiction Plus tutto ciò che brillava non era chiaramente oro". Lawler è d'accordo, descrivendo la rivista come "un anacronismo" e "noiosa dall'inizio alla fine". Come parte del proprio tentativo d'incoraggiare storie che contenevano previsioni scientifiche plausibili, Gernsback creò un simbolo costituito da una sfera etichettata "SF", con una stella a cinque punte in cima. Inserì il primo di questi marchi in una sua storia, Exploration of Mars, nel primo numero, in quello che Lawler descrive come "un caratteristico tributo a se stesso".
Gernsback pagava da due a tre centesimi a parola per la narrativa, una cifra competitiva con le principali riviste del momento; nonostante l'approccio anacronistico della rivista, Moskowitz fu in grado di pubblicare alcune storie ben accolte. Lawler descrive il racconto di Simak Spacebred Generations, come una "gemma" e cita Strange Compulsion di Farmer come "il massimo della qualità del racconto" per tutta la vita della rivista. Ashley elogia le stesse due storie e considera di pari qualità Nightmare Planet, di Murray Leinster, tratto dal numero di giugno 1953. Moskowitz tentò di trovare e sviluppare nuovi scrittori e pubblicò la prima storia di Anne McCaffrey, Freedom of the Race, nel numero di ottobre 1953. Tuttavia nessuno degli altri nuovi scrittori di Moskowitz durò a lungo nel settore ed egli respinse le successive opere della McCaffrey.
Oltre alla narrativa, Gernsback includeva rubriche come "Domande e risposte sulla scienza", "Notizie di scienza" e altre di saggistica sulla fantascienza; queste, come la fiction, ricordavano le riviste di Gernsback di due decenni prima. Secondo Ashley, le illustrazioni erano di qualità variabile; Frank R. Paul, che aveva lavorato con Gernsback nelle sue precedenti riviste, appariva in ogni numero, ma sebbene ciò riportasse all'atmosfera delle prime riviste di fantascienza, l'opera di Paul non era migliorata nel corso degli anni. Ashley nota che Alex Schomburg, anch'egli un frequente collaboratore, fornì alcune copertine di alta qualità.

## Dettagli editoriali
| | gennaio | febbraio | marzo | aprile | maggio | giugno | luglio | agosto | settembre | ottobre | novembre | dicembre |
| --- | ------- | -------- | ----- | ------ | ------ | ------ | ------ | ------ | --------- | ------- | -------- | -------- |
| 1953 |         |          | 1/1   | 1/2    | 1/3    | 1/4    |        | 1/5    |           | 1/6     |          | 1/7      |
| Numeri di Science-Fiction Plus, identificazione del volume e dei numeri di uscita. Sam Moskowitz rimase caporedattore per tutta la durata delle pubblicazioni. |         |          |       |        |        |        |        |        |           |         |          |          |

La rivista era sottotitolata Preview of the Future; Sam Moskowitz rimase caporedattore di tutte e sette i numeri di Science-Fiction Plus e componeva la rivista; Gernsback era accreditato come direttore e scriveva gli editoriali. La rivista rimase in formato "large pulp" per tutta la sua vita. I primi cinque numeri erano stampati su carta lucida; gli ultimi due erano in carta economica. Mantenne un prezzo di 35 centesimi e tutti i numeri erano di 64 pagine.
La rivista è anche nota come Science-Fiction +. Il logo dopo Science-Fiction era un '+' con all'interno la parola 'PLUS'.

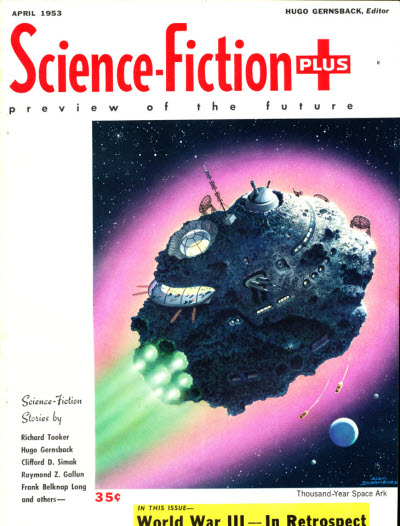
Copertina del n.2 (aprile 1953)
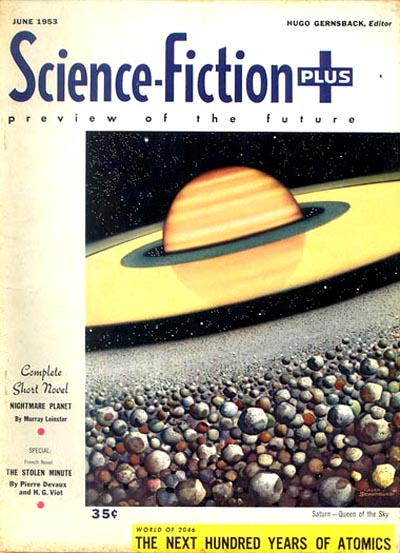
Copertina del n.4 (giugno 1953)
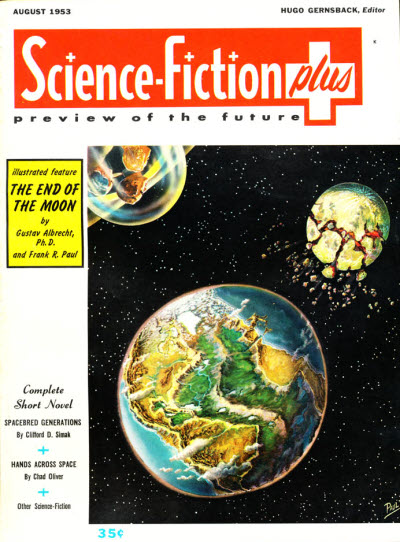
Copertina del n.5 (agosto 1953)
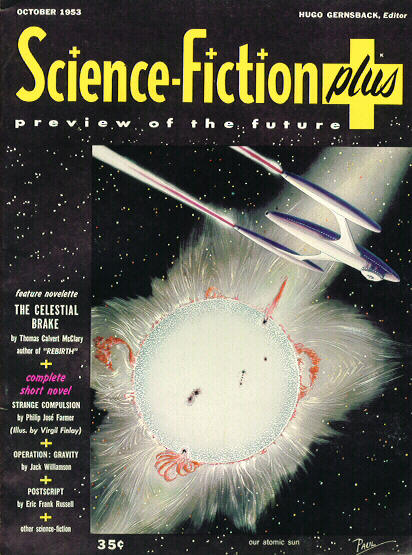
Copertina del n.6 (ottobre 1953)

## Riedizioni
Non vi sono state antologie di ristampa dalla rivista, né edizioni straniere. A metà degli anni cinquanta molte storie di Science-Fiction Plus furono riutilizzate nei primi numeri della rivista australiana Science-Fiction Monthly, che ebbe i primi quattro numeri quasi interamente tratti da Science-Fiction Plus. Diverse copertine e molte illustrazioni interne della rivista furono riprodotte in una rivista svedese di fantascienza intitolata Häpna!, che iniziò la pubblicazione nel 1954.